# Vašica
Vašica (izvirno srbsko Вашица) je naselje v Srbiji, ki upravno spada pod Občino Šid; slednja pa je del Sremskega upravnega okraja.

## Demografija
V naselju živi 1389 polnoletnih prebivalcev, pri čemer je njihova povprečna starost 41,5 let (39,9 pri moških in 43,0 pri ženskah). Naselje ima 548 gospodinjstev, pri čemer je povprečno število članov na gospodinjstvo 3,13.
To naselje je, glede na rezultate popisa iz leta 2002, v glavnem srbsko.
|  |

| Demografija | Demografija     | Demografija     |
| Leto        | Št. prebivalcev | Št. prebivalcev |
| ----------- | --------------- | --------------- |
|             |                 |                 |
|             |                 |                 |
|             |                 |                 |
|             |                 |                 |
| 1948        | 2065            |                 |
| 1953        | 2158            |                 |
| 1961        | 2163            |                 |
| 1971        | 1963            |                 |
| 1981        | 1740            |                 |
| 1991        | 1636            | 1632            |
| 2002        | 1758            | 1717            |
|             |                 |                 |

| Etnična sestava po popisu iz leta 2002 | Etnična sestava po popisu iz leta 2002 | Etnična sestava po popisu iz leta 2002 | Etnična sestava po popisu iz leta 2002 | Etnična sestava po popisu iz leta 2002 |
| -------------------------------------- | -------------------------------------- | -------------------------------------- | -------------------------------------- | -------------------------------------- |
| Srbi                                   | Srbi                                   |                                        | 1.480                                  | 86,19%                                 |
| Hrvati                                 | Hrvati                                 |                                        | 124                                    | 7,22%                                  |
| Jugoslovani                            | Jugoslovani                            |                                        | 40                                     | 2,32%                                  |
| Slovaki                                | Slovaki                                |                                        | 24                                     | 1,39%                                  |
| Rusini                                 | Rusini                                 |                                        | 13                                     | 0,75%                                  |
| Madžari                                | Madžari                                |                                        | 2                                      | 0,11%                                  |
| Slovenci                               | Slovenci                               |                                        | 1                                      | 0,05%                                  |
| Romuni                                 | Romuni                                 |                                        | 1                                      | 0,05%                                  |
| Nemci                                  | Nemci                                  |                                        | 1                                      | 0,05%                                  |
| Neznano                                | Neznano                                |                                        | 28                                     | 1,63%                                  |